# STS–77
Az STS–77 jelű küldetés az amerikai űrrepülőgép-program 77., az Endeavour űrrepülőgép 11. repülése.

## Jellemzői
A beépített kanadai Canadarm (RMS) manipulátor kart 50 méter kinyúlást biztosított (műholdak indítás/elfogása, külső munkák [kutatás, szerelések], hővédőpajzs külső ellenőrzése) a műszaki szolgálat teljesítéséhez.

## Első nap
1996. május 19-én a szilárd hajtóanyagú gyorsítórakéták (SRB) segítségével Floridából, a Cape Canaveral (KSC) Kennedy Űrközpontból, a LC39–B jelű indítóállványról emelkedett a magasba. Az orbitális pályája 90,1 perces, 39 fokos hajlásszögű, elliptikus pálya perigeuma 278 kilométer, az apogeuma 287 kilométer volt. Felszálló tömeg indításkor 115 456 kilogramm, leszálló tömeg 92 701 kilogramm. Szállított hasznos teher felszálláskor/leszállásnál 12 233 kilogramm

## Hasznos teher
1. A NASA az űrrepülőgép szolgálatát megnyitotta a kereskedelmi megbízások teljesítésére. A SpaceHab mikrogravitációs modul biztosította a 12 program (3000 kilogramm) végrehajtását {biotechnológia [Space Experiment Facility (SEF) – kristálynövekedés], elektronikus anyagok [Float Zone Facility (CFZF) – elektronikai anyagok és félvezetők], polimerek, mezőgazdasági (P- GBA) valamint számos más kísérlet}. Liquid Metal Thermal Experiment (LMTE) – folyékony fémek kísérlete.
2. Telepítették a Spartan-207 (IAE) műanyag alapú felfújható antenna műholdat. Tesztelték a felfújható technológiával előállított objektumok kialakításának lehetőségét. Telepítés után 90 perccel visszanyerték, hogy megvizsgálhassák az anyag viselkedését.
3. Global Positioning System (GPS) – navigációs kísérletek.
4. Experiment (VTRE ) - az űrrepülőgép tankolási lehetőségének vizsgálata.
5. Satellite (PAMS) – mágneses aerodinamikai csillapítók vizsgálata.
6. Egyéb kísérletek voltak a BETSCE (hőmérsékleti kutatások), az ARF (vízkísérletek), a BRIC (biológiai kísérletek).
7. Coca-Cola által szponzorált (FGBA–2) kísérletek.

## Tizedik nap
1996. május 29-én kiinduló bázisán, a Kennedy Űrközpontban (SLF) ért Földet. Összesen 10 napot, 00 órát, 40 percet és 10 másodpercet töltött a világűrben. 6 600 000 kilométert (4 100 000 mérföldet) repült, 161 alkalommal kerülte meg a Földet.

## Személyzet
(zárójelben a repülések száma az STS–77-ig, azzal együtt)
- John Howard Casper (4), parancsnok
- Curtis Lee Brown, Jr. (3), pilóta
- Andy Thomas (1), küldetésfelelős
- Daniel Wheeler Bursch (3), küldetésfelelős
- Mario Runco, Jr. (3), küldetésfelelős
- Marc Garneau (2), küldetésfelelős

### Visszatérő személyzet
- John H. Casper (4), parancsnok
- Curtis L. Brown, Jr. (3), pilóta
- Andrew S. Thomas (1), küldetésfelelős
- Daniel W. Bursch (3), küldetésfelelős
- Mario Runco, Jr. (3), küldetésfelelős
- Marc Garneau (2), küldetésfelelős